# Arthroleptis xenodactylus
Espèce
Synonymes
- Schoutedenella xenodactyla (Boulenger, 1909)

Statut de conservation UICN

 EN B1ab(iii) : En danger
Arthroleptis xenodactylus est une espèce d'amphibiens de la famille des Arthroleptidae.

## Répartition
Cette espèce est endémique de Tanzanie. Elle se rencontre jusqu'à 2 000 m d'altitude dans les monts Usambara, Uluguru, Udzungwa et Rungwe ; et à Pemba.

## Publication originale
- Boulenger, 1909 : Descriptions of three new frogs discovered by Dr. P. Krefft in Usambara, German East Africa. Annals and Magazine of Natural History, ser. 8, vol. 4, p. 496-497 (texte intégral).